# Chiricahuia cavicola
Chiricahuia cavicola är en tvåvingeart som beskrevs av Townsend 1918. Chiricahuia cavicola ingår i släktet Chiricahuia och familjen parasitflugor.
Artens utbredningsområde är Arizona. Inga underarter finns listade i Catalogue of Life.